# Campeonato Francês de Patinação Artística no Gelo de 2013
O Campeonato Francês de Patinação Artística no Gelo de 2013 foi a nonagésima sétima edição do Campeonato Francês de Patinação Artística no Gelo, um evento anual de patinação artística no gelo onde os patinadores artísticos competem pelo título de campeão francês. A competição foi disputada entre os dias 12 de dezembro e 15 de dezembro de 2013, na cidade de Vaujany, Auvérnia-Ródano-Alpes. 

## Eventos
- Individual masculino
- Individual feminino
- Duplas
- Dança no gelo

## Medalhistas
| Evento                        | Ouro                             | Prata                                 | Bronze                             |
| Individual masculino detalhes | Florent Amodio                   | Brian Joubert                         | Chafik Besseghier                  |
| Individual feminino detalhes  | Maé Bérénice Méité               | Laurine Lecavelier                    | Anaïs Ventard                      |
| Duplas detalhes               | Vanessa James Morgan Ciprès      | nenhum                                | nenhum                             |
| Dança no gelo detalhes        | Nathalie Péchalat Fabian Bourzat | Gabriella Papadakis Guillaume Cizeron | Anastasia Voronkova Jérémie Flemin |
| Sincronizada detalhes         | Les Zoulous                      | Ex-L' Ice                             | Les Atlantides                     |

## Resultados

### Individual masculino
| Pos.              | Nome                | Pontos | PC        | PL         |
| ----------------- | ------------------- | ------ | --------- | ---------- |
| Medalha de ouro   | Florent Amodio      | 227.86 | 78.89 (1) | 148.97 (2) |
| Medalha de prata  | Brian Joubert       | 226.45 | 70.48 (2) | 155.97 (1) |
| Medalha de bronze | Chafik Besseghier   | 205.25 | 64.09 (3) | 141.16 (3) |
| 4                 | Simon Hocquax       | 179.42 | 61.01 (4) | 118.41 (4) |
| 5                 | Kevin Aymoz         | 155.51 | 55.61 (5) | 99.90 (6)  |
| 6                 | Adrien Tesson       | 151.80 | 52.86 (6) | 98.94 (7)  |
| 7                 | Noël-Antoine Pierre | 151.32 | 50.67 (7) | 100.65 (5) |

### Individual feminino
| Pos.              | Nome                    | Pontos | PC        | PL        |
| ----------------- | ----------------------- | ------ | --------- | --------- |
| Medalha de ouro   | Maé Bérénice Méité      | 161.23 | 61.69 (1) | 99.54 (1) |
| Medalha de prata  | Laurine Lecavelier      | 146.88 | 50.75 (4) | 96.13 (2) |
| Medalha de bronze | Anaïs Ventard           | 146.81 | 52.03 (3) | 94.78 (3) |
| 4                 | Lénaëlle Gilleron-Gorry | 138.61 | 52.86 (2) | 85.75 (4) |
| 5                 | Léna Marrocco           | 133.08 | 50.33 (5) | 82.75 (5) |
| 6                 | Laurianne Cirilli       | 116.03 | 39.97 (7) | 76.06 (6) |
| 7                 | Nadjma Mahamoud         | 107.86 | 43.51 (6) | 64.35 (9) |
| 8                 | Gabrielle Scalzo        | 107.18 | 35.05 (9) | 72.13 (7) |
| 9                 | Léa Serna               | 102.00 | 35.51 (8) | 66.49 (8) |

### Duplas
| Pos.            | Nome                          | Pontos | PC        | PL         |
| --------------- | ----------------------------- | ------ | --------- | ---------- |
| Medalha de ouro | Vanessa James / Morgan Ciprès | 177.18 | 62.14 (1) | 115.04 (1) |

### Dança no gelo
| Pos.              | Nome                                        | Pontos | PC        | PL         |
| ----------------- | ------------------------------------------- | ------ | --------- | ---------- |
| Medalha de ouro   | Nathalie Péchalat / Fabian Bourzat          | 177.21 | 70.35 (1) | 106.43 (1) |
| Medalha de prata  | Gabriella Papadakis / Guillaume Cizeron     | 154.24 | 61.79 (2) | 92.45 (2)  |
| Medalha de bronze | Anastasia Voronkova / Jérémie Flemin        | 83.01  | 30.62 (3) | 52.39 (3)  |
| WD                | Sarah Robert-Sifaoui / Oleksandr Liubchenko | —      | — (WD)    |            |
| WD                | Valentina Rudchenko / Benjamin Allain       | —      | — (WD)    |            |

### Patinação sincronizada
| Pos.              | Nome           | Pontos | PC        | PL        |
| ----------------- | -------------- | ------ | --------- | --------- |
| Medalha de ouro   | Les Zoulous    | 130.41 | 43.60 (1) | 86.81 (1) |
| Medalha de prata  | Ex-L' Ice      | 119.86 | 39.62 (2) | 80.24 (2) |
| Medalha de bronze | Les Atlantides | 93.53  | 28.43 (4) | 65.10 (3) |
| 4                 | Mozaik         | 85.21  | 28.67 (3) | 56.54 (4) |